# Mutation non-sens
En génétique, une mutation non-sens est une mutation ponctuelle dans laquelle un nucléotide d'un codon est changé, induisant le remplacement d'un codon codant un acide aminé par un codon-stop. La protéine résultante, tronquée et donc incomplète (car la traduction se termine prématurément), est généralement non-fonctionnelle.